# Jacques Moujica
Jacques Moujica (Urretxu, 18 settembre 1925 – Montelimar, 13 novembre 1950) è stato un ciclista su strada francese, professionista dal 1947 al 1950.

## Carriera
Nato in Spagna ma naturalizzato francese, fu uno dei protagonisti della rocambolesca edizione della Parigi-Roubaix del 1949 quando, mentre era nel gruppo di testa con André Mahé, il quale vinse la volata di questo drappello. 
La vittoria andò quindi a Coppi e solo dopo molti mesi Mahé ottenne, a seguito dei ricorsi inoltrati alla federazione francese e all'Unione Ciclistica Internazionale, la vittoria ex aequo; Jacques Moujica ottenne il terzo posto, anche lui con ex aequo, con i corridori Frans Leenen e Georges Martin.

## Palmarès
- 1948

Grand Prix de la Tomate
- 1949

Sfida Sedis
Bourdeaux-Parigi
Grand Prix d'Aix-en-Provence
2a tappa Tour d'Algérie
3a tappa Tour d'Algérie
Grand Prix de Bordeaux

## Piazzamenti

### Classiche monumento
- Parigi-Roubaix

1949: 3º